# Yves (cardinal, 1135)
Yves, ou Yves de Saint-Victor (né en France, et mort en 1139 en France), est un cardinal français du XIIe siècle. Il est membre de l'ordre des augustins.

## Biographie
Yves est un disciple du futur saint Bernard de Clairvaux. Il entre dans l'abbaye des chanoines réguliers de Saint-Augustin de Saint-Victor de Paris.
Le pape Innocent II le crée cardinal lors d'un consistoire vers 1135. Il est légat en France en 1142, sur la demande du comte Thibaud, pour régler le problème créé par  Raoul Ier de Vermandois, qui répudie sa femme légitime pour marier Pétronelle, la sœur de la reine de France, Aliénor d'Aquitaine. Le cardinal Yves excommunie le comte Raoul, suspend les évêques Barthélemy de Laon, Simon de Noyon et Pierre de Senlis, qui ont soutenu la répudiation et place la France sous l'interdit.